# Barret vueltiao

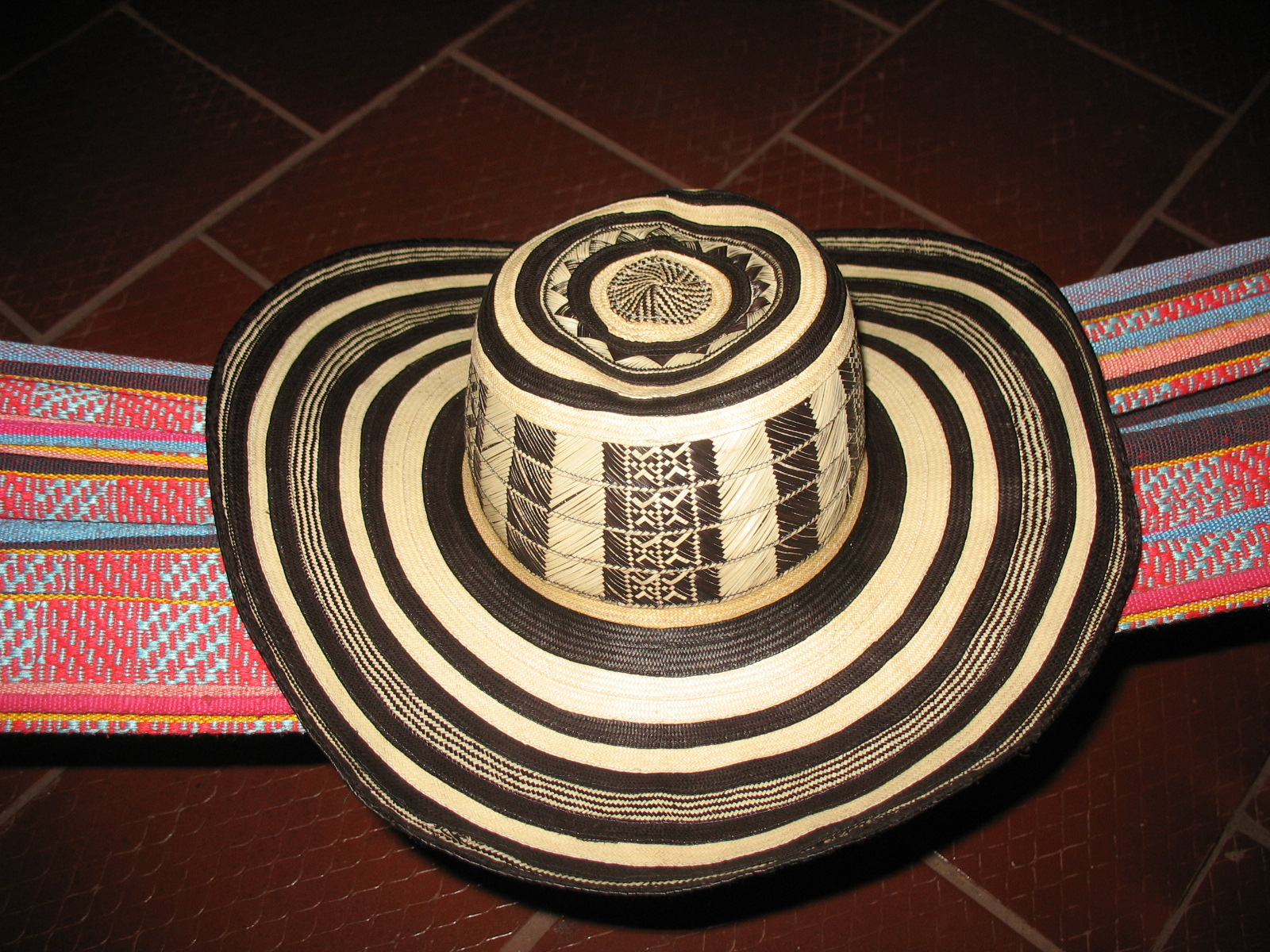
Barret 19

El barret vueltiao és una peça de vestir típica de les sabanes del Carib colombià, específicament dels departaments de Córdoba i Sucre, i una de les principals peces d'artesania de Colòmbia. Té el seu origen en la cultura indígena zenú, assentada a la regió del riu Sinú. Els municipis de Tuchín i Sampués són considerats el bressol del barret vueltiao. S'elabora amb les fulles de la canya fletxa (Gynerium sagittatum), una gramínia nativa de la regió. El Congrés de Colòmbia el va elevar a la categoria de Símbol Cultural de la Nació mitjançant la Llei 908 del 8 de setembre de 2004, a més de designar el 18 de juny com el Dia del Barret Vueltiao. El 2021, el Parlament Andí va declarar al barret vueltiao referent cultural, material i artesanal de la regió andina. De vegades és denominat barret vueltiao zenú o barret sinuà.

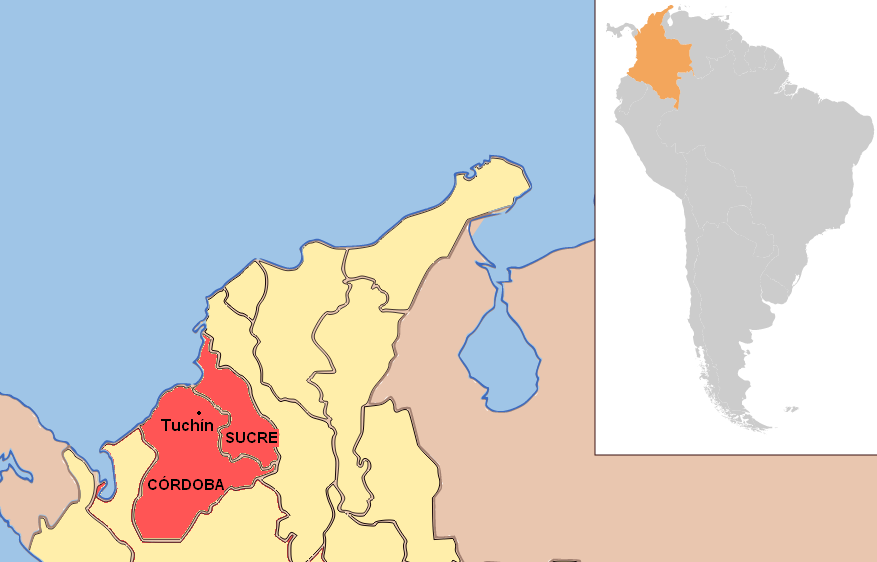
Àrea d'origen del barret vueltiao

## Història
Des de l'època prehispànica els aborígens usaven el barret per a protegir-se del sol durant el conreu del blat de moro, tal com ho testimonien peces arqueològiques del Museu de l'Or de Bogotà i del Museu Nacional de Prehistòria i Etnografia Luigi Pigorini de Roma.

El barret s'elaborava d'un sol color, blanc crema, i l'aparició del color negre és una evolució posterior. Originalment es coneixia com a barret de voltes o barret indià. L'origen de la denominació del barret és incerta. Vueltiao és un localisme per a volteado, participi passat de voltejar, «donar voltes a algú o alguna cosa». Alguns sostenen que el nom fa al·lusió al nombre de voltes de teixit que el conformen. D'altres asseguren que se'n diu vueltiao perquè al voltejar les ales del barret per la seva volta del mig, la part externa queda convertida en interna i viceversa.

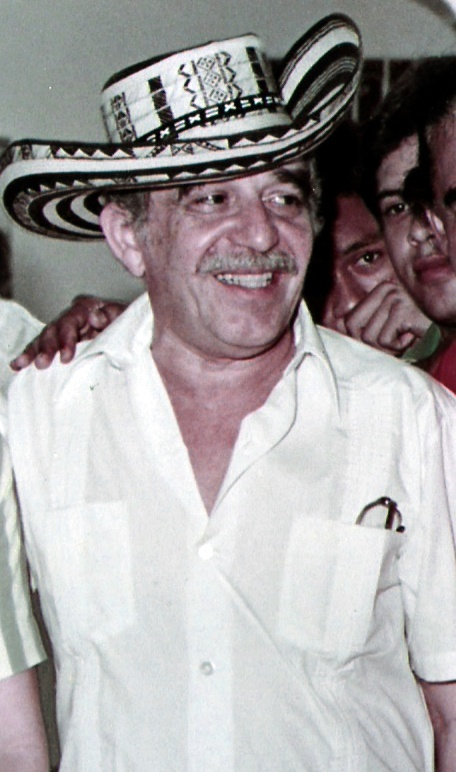
Gabriel García Márquez lluint el barret vueltiao

Durant el segle xx, el barret vueltiao ja era utilitzat per la població costera en general, especialment pels camperols. També era una peça habitual de la indumentària dels seus músics, un element del vestit folklòric masculí de la cúmbia, i utilitzat per la gent corrent a festivitats com les corralejas o el Carnaval de Barranquilla. En la pel·lícula de 1981, On Golden Pond, Katharine Hepburn llueix un barret vueltiao. Curiosament, l'escriptor Gabriel García Márquez va fer servir per única vegada el barret el 1984. L'impuls definitiu que va tenir el barret vueltiao va ser quan Miguel «El Happy» Lora se'l va posar en coronar-se campió mundial de boxa el 9 d'agost de 1985, donant-lo a conèixer massivament per televisió. El 1986 va ser usat pel papa Joan Pau II durant la seva visita a Colòmbia. El presidents estatunidenc Bill Clinton el va fer servir en la seva visita a Cartagena de Indias el 2000.

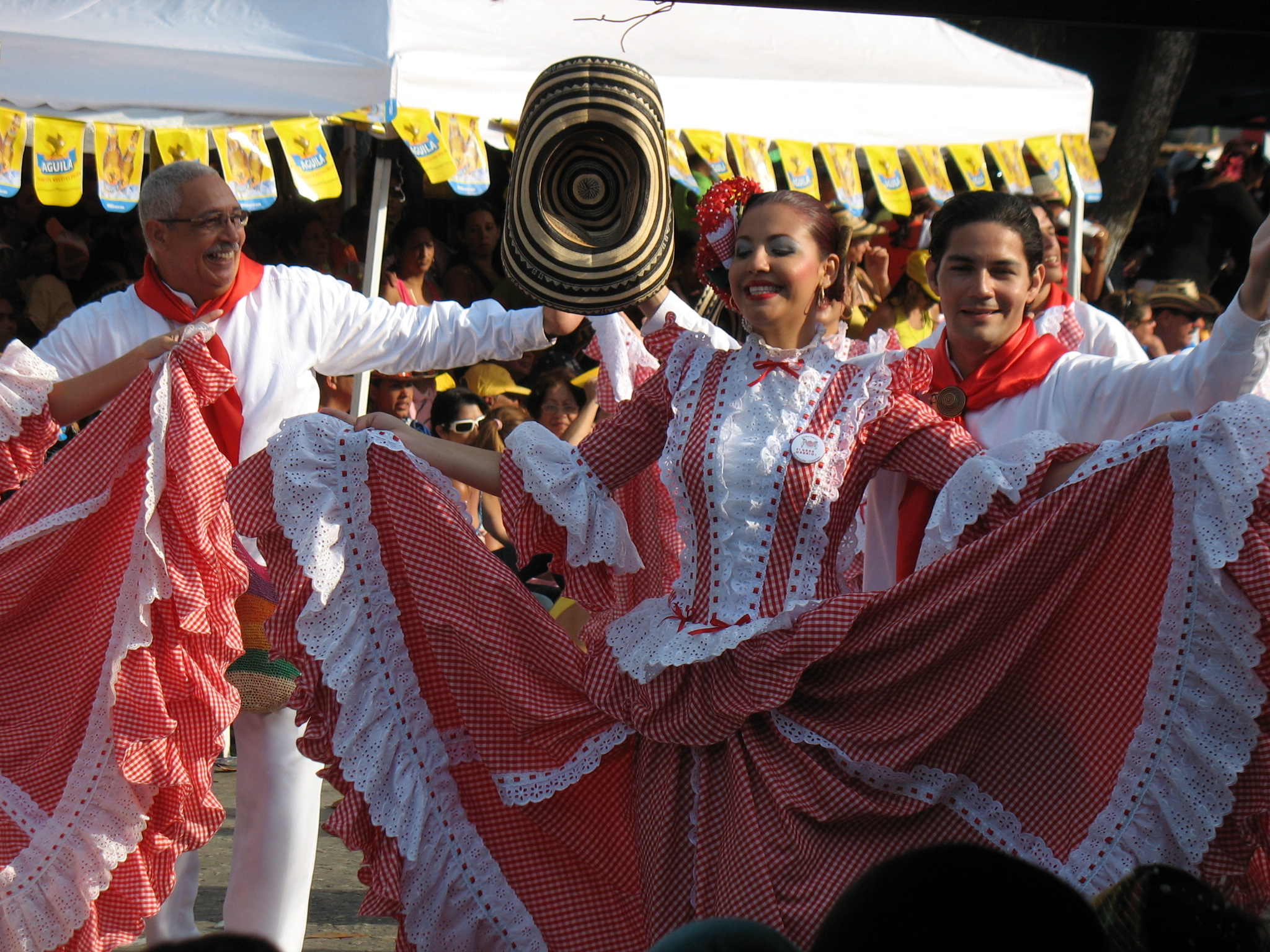
Barret vueltiao d'un dansaire de cúmbia al Carnaval de Barranquilla

Els esportistes de la delegació colombiana als Jocs Olímpics de Sydney 2000, Atenes 2004, Beijing 2008, Rio 2016 i Tòquio 2020 també van usar el barret vueltiao com a part de la seva indumentària a les cerimònies d'inauguració. Al febrer de 2003, el músic Jorge Villamizar, del grup musical Bacilos, el va lluir en el lliurament del Premi Grammy que va rebre el grup. El barret vueltiao és una de les peces que el colombià utilitza quan vol demostrar el seu orgull nacional, especialment a l'exterior. El 2016, la imatge del barret vueltiao va ser inclòs al revers del redisseny del bitllet de vint mil pesos colombians.

## Confecció
El barret vueltiao s'elabora amb unes característiques trenes seques de color negre i caqui, obtingudes de les fulles de la canya fletxa, una palma endèmica de les regions tropicals d'Amèrica. A la regió es donen tres varietats de la gramínia: la criolla, que dona una fibra blanca, flexible i de bona qualitat, especial per elaborar les trenes fines; la martinera, la fibra de la qual és trencadissa i d'inferior qualitat, emprada per a fabricar barrets ordinaris; i la costanera, de regular qualitat, poc cultivada a la zona.
Anteriorment, els barrets es cosien a mà, amb agulla i fil de maguey i era feina d'homes. Actualment ho fan ambdós sexes i es cusen en màquines de cosir senzilles amb fil de niló.
Un cop es tallen les fulles de la canya fletxa, es procedeix a raspar les venes amb ganivet per obtenir penques llises d'aproximadament 1 cm d'amplada. Després es cuinen per a donar-lis consistència i elasticitat amb cabdells de canya agra, taronja agra i llimona. Les penques es deixen un dia al sol perquè s'assequin, procés que donarà com a resultat penques de color completament blanc o una mica pigmentades.
Posteriorment, les penques blanques s'esfilagarsen en tires més primes d'1 o 2 mm d'amplada. Per obtenir les tires negres, les penques pigmentades han de sotmetre's a un procés de tint amb una barreja de fang negre i altres materials com la jagua. Tot el procés, incloent l'assecatge de les penques, dura uns tres dies. En assecar-les completament es procedeix a esfilagarsar les penques.

### Estructura de la trena
La trena és un teixit pla i llarg. Es forma entrellaçant parells de fibres anomenats peus. El nombre de parells o peus identifica i dona nom a les diferents trenes i, per tant, als barrets: trena de 7 parells o lica, de 9 o ribete, d'11 o pacotilla, de 15 o quinciana, i de 19, 21, 23 i 27, anomenats barrets fins. La finor del barret és directament proporcional al nombre de peus que conformen les trenes. Aquestes es cusen entre si en forma d'espiral amb una màquina de cosir de pedal per a quedar completament assegurades. Darrerament les trenes no es cusen en forma espiral sinó circular, anomenant el barret resultant sin pega, una innovació introduïda pels artesans de Tuchín.

### Parts
La confecció d'aquest barret comença amb la plantilla, part de forma horitzontal que corona el barret i que a la part central té l'olma, primera volta o anell del barret. Després es continua amb la copa o encopadura, que està formada per cinc trenes, les quatre primeres amb pintes i la cinquena blanca, i es finalitza amb l'ala, de dotze voltes de mitjana, la qual comença amb una trena negra, alternant-se en endavant els colors de les trenes. L'ala es remata amb el ribete, trena reforçada de color negre que modela el barret. Al cantell interior de l'ala s'hi pot teixir el nom del comprador. Es pot fer servir al voltant de la base de la copa una corretja petita de l'amplada d'una trena, de xarol negre amb vius blancs entrellaçats, que té una sivella per adaptar la copa a la mida del cap del portador. També s'usa un barbuquejo (usualment un cordó), subjectat pels seus extrems a banda i banda de la copa, que cau per sota de la barbeta per tal d'assegurar el barret.

### Tipus

La qualitat del barret depèn del tipus de fibra que s'utilitzi (ordinària o fina o fina i ordinària) i de la quantitat de tires de fibra trenades. Un barret de qualitat serà flexible i lleuger. Segons el nombre de parells de fibra que conformen les trenes, els barrets vueltiaos poden trigar de tres dies a un mes a confeccionar-se.

### Pintes
La copa del barret inclou variades figures teixides a mà amb filaments negres, conegudes com a pintes: elements, animals o objectes religiosos i totèmics de la cultura i de la quotidianitat zenú. El disseny dels dibuixos constitueix el segell distintiu de cada comunitat, de manera que es pot identificar l'origen de cada barret. Les pintes més utilitzades són: l'aranya, la papallona, l'ull del caiman comú, la dent del ñeque, l'ull del gall, la tortuga rogenca, la polla d'aigua, la flor de taronger, el gra d'arròs, la dent del ruc, la flor de la llimona, l'espiga del blat de moro, l'ull de la sardina, la pota de granota, la petjada de gos, la petjada de tigre, l'ull de bou i l'espina del peix, entre d'altres. Generalment, un barret vueltiao té quatre pintes.